# إسكيلستونا
إسكيلستونا هي مدينة تقع في محافظة سودرمانلاند السويدية. يبلغ عدد سكانها 64,679 نسمة وذلك حسب إحصائيات سنة 2010. يبلغ ارتفاع المدينة عن سطح البحر قرابة 26 متر. تبلغ مساحتها 31 كم².

## المناخ
يظهر الجدول التالي التغييرات المناخية على مدار السنة لإسكيلستونا:
| البيانات المناخية لـإسكيلستونا    | البيانات المناخية لـإسكيلستونا | البيانات المناخية لـإسكيلستونا | البيانات المناخية لـإسكيلستونا | البيانات المناخية لـإسكيلستونا | البيانات المناخية لـإسكيلستونا | البيانات المناخية لـإسكيلستونا | البيانات المناخية لـإسكيلستونا | البيانات المناخية لـإسكيلستونا | البيانات المناخية لـإسكيلستونا | البيانات المناخية لـإسكيلستونا | البيانات المناخية لـإسكيلستونا | البيانات المناخية لـإسكيلستونا | البيانات المناخية لـإسكيلستونا |
| الشهر                             | يناير                          | فبراير                         | مارس                           | أبريل                          | مايو                           | يونيو                          | يوليو                          | أغسطس                          | سبتمبر                         | أكتوبر                         | نوفمبر                         | ديسمبر                         | المعدل السنوي                  |
| --------------------------------- | ------------------------------ | ------------------------------ | ------------------------------ | ------------------------------ | ------------------------------ | ------------------------------ | ------------------------------ | ------------------------------ | ------------------------------ | ------------------------------ | ------------------------------ | ------------------------------ | ------------------------------ |
| الدرجة القصوى °م (°ف)             | 8 (46)                         | 10 (50)                        | 19 (66)                        | 23 (73)                        | 27 (81)                        | 32 (90)                        | 35 (95)                        | 33 (91)                        | 27 (81)                        | 21 (70)                        | 15 (59)                        | 10 (50)                        | 35 (95)                        |
| متوسط درجة الحرارة الكبرى °م (°ف) | −2 (28)                        | −1 (30)                        | 2 (36)                         | 10 (50)                        | 15 (59)                        | 20 (68)                        | 22 (72)                        | 19 (66)                        | 14 (57)                        | 8 (46)                         | 4 (39)                         | −1 (30)                        | 10 (50)                        |
| المتوسط اليومي °م (°ف)            | −4 (25)                        | −3 (27)                        | −1 (30)                        | 6 (43)                         | 10 (50)                        | 14 (57)                        | 18 (64)                        | 16 (61)                        | 11 (52)                        | 5 (41)                         | 2 (36)                         | −3 (27)                        | 6 (43)                         |
| متوسط درجة الحرارة الصغرى °م (°ف) | −6 (21)                        | −7 (19)                        | −3 (27)                        | 3 (37)                         | 6 (43)                         | 10 (50)                        | 15 (59)                        | 13 (55)                        | 8 (46)                         | 3 (37)                         | 0 (32)                         | −5 (23)                        | 4 (39)                         |
| أدنى درجة حرارة °م (°ف)           | −37 (−35)                      | −27 (−17)                      | −20 (−4)                       | −12 (10)                       | −6 (21)                        | −1 (30)                        | 5 (41)                         | 3 (37)                         | −1 (30)                        | −13 (9)                        | −23 (−9)                       | −30 (−22)                      | −37 (−35)                      |
| المصدر #1: SMHI                   |                                |                                |                                |                                |                                |                                |                                |                                |                                |                                |                                |                                |                                |
| المصدر #2: Swedish Wikipedia      |                                |                                |                                |                                |                                |                                |                                |                                |                                |                                |                                |                                |                                |

## أعلام
- ميكا فايرينن
- كييل يوهانسون
- كينيث أندرسون
- سيباستيان لارسون
- لينارت ريسبيرغ
- توماس سفنسون
- غونار جانسون

## روابط خارجية
- الموقع الرسمي